# 妙揚寺
妙揚寺は、東京都世田谷区北烏山にある日蓮宗の寺院。山号は自然山。旧本山は、総本山で甲斐の身延山久遠寺、通師・雑司ヶ谷法縁。「烏山寺町」を構成する26の寺院の1つである。

## 歴史
慶長19年（1614年）自然院妙揚日悟の開山で、現在の東京都台東区谷中芋坂に創建された。豊臣秀次の乳母が秀次の菩提を弔うために創立されたものである。
当初は感応寺（現天王寺）の末寺であったが、当時の感応寺は不受不施派だった。そして幕府の不受不施派禁教令により、天台宗に転宗してしまったため、身延山久遠寺に本寺替となった。
玄牧院日憲（15世）の中興後、昭和3年（1928年）現在地へ移転した。

## 伽藍
- 山門
- 本堂

## 人物
- 北川前肇 （立正大学名誉教授）